# Oleksandr Oksantchenko
Oleksandr Iakovytch Oksantchenko (en ukrainien : Олександр Якович Оксанченко), né le 26 avril 1968 et mort le 25 février 2022, surnommé le loup gris, est un pilote de chasse ukrainien et conseiller municipal de Myrhorod. 
Il est colonel dans la Force aérienne ukrainienne et a remporté des prix dans plusieurs spectacles aériens avant de prendre sa retraite en 2018. En 2022, il retourne servir dans la guerre russo-ukrainienne et est tué par un missile russe S-400 lors de la bataille de Kiev. Il a reçu à titre posthume l'Ordre de l'étoile d'or.

## Jeunesse
Oleksandr Oksanchenko est né le 26 avril 1968 dans le village de Malomykhailivka, Pokrovske Raion dans l'Oblast de Dnipropetrovsk et suit son parcours scolaire au lycée jusqu'en 1985 avant de commencer une formation en aviation militaire. Il est diplômé de l'école supérieure des pilotes de l'aviation militaire de Kharkiv.

## Carrière
Oleksandr Oksanchenko rejoint les Forces aériennes soviétiques en 1989. Il travaille comme pilote instructeur, puis accède au poste de commandant adjoint de son unité militaire d'entraînement au pilotage dans la 831e brigade d'aviation tactique stationnée à la base aérienne de Myrhorod. Pendant la crise de Crimée de 2014, il est stationné à la base aérienne de Belbek et combat en Crimée et dans la zone d'opération antiterroriste.
De 2013 à 2018, il est pilote de démonstration du Soukhoï Su-27 pour la Force aérienne ukrainienne. Il a volé plus de 2 000 heures. En 2016, il participe au salon aéronautique international de Malte. Il remporte le Slovak International Air Fest en 2016 et reçoit un trophée du commandant de la Force aérienne slovaque. En 2016, il est honoré en tant que personne Myrhorod de l'année. En 2017, il remporte le prix As the Crow Flies au Royal International Air Tattoo. En 2018, il remporte le prix du meilleur pilote au Czech International Air Fest,. Il est colonel lorsqu'il prend sa retraite en 2018,.
Il est membre de Force et Honneur (en ukrainien : Сила і Честь) dans l'Oblast de Poltava. À partir de novembre 2020, il devient député du conseil municipal de Myrhorod,.
Il sort de sa retraite pour reprendre le service actif lors de l'invasion russe de l'Ukraine en 2022. Dans la nuit du 25 février, alors qu'il survolait Kiev, il est tué par un missile russe S-400. Il est récipiendaire de l'Ordre de Danylo Halytsky. Il reçoit à titre posthume l'Ordre de l'Étoile d'or des mains du président ukrainien Volodymyr Zelensky,,.

## Vie privée
Oleksandr Oksanchenko avait deux filles.